# 22165 Kathydouglas
22165 Kathydouglas este un asteroid din centura principală de asteroizi.

## Descriere
22165 Kathydouglas este un asteroid din centura principală de asteroizi. A fost descoperit pe 20 noiembrie 2000 la Socorro, New Mexico, în cadrul proiectului LINEAR. Asteroidul prezintă o orbită caracterizată de o semiaxă mare de 2,29 ua, o excentricitate de 0,11 și o înclinație de 3,4° în raport cu ecliptica.